# Dorsa Sorby
I Dorsa Sorby sono un sistema di creste lunari intitolato al geologo inglese Henry Clifton Sorby nel 1976. Si trova nel Mare Serenitatis e ha una lunghezza di circa 80 km.